# Nino Lolli
Nino Lolli (Mirandola, 28 novembre 1905 – Mirandola, 8 ottobre 1965) è stato un calciatore e politico italiano.
Centrocampista, giocò nel Modena, nella Mirandolese e nel Bologna: con quest'ultima squadra conquistò lo scudetto di campione d'Italia del campionato di Divisione Nazionale 1928-1929.
Alla fine della seconda guerra mondiale, venne designato dal Comitato di Liberazione Nazionale quale primo sindaco di Mirandola dopo la Liberazione.

## Biografia
Nino Lolli nacque da Attilio e Carolina Mascherini. Anche il fratello Libero Lolli si dedicò al calcio, ma morì prematuramente il 23 settembre 1934, all'età di soli 24 anni: in sua memoria è intitolato lo stadio comunale di Mirandola.
Conclusa l'esperienza calcistica a seguito di un grave infortunio, Nino Lolli trovò impiego nell'ufficio bieticoltori di Mirandola, dove non nascose le sue idee socialiste, nonostante il regime fascista. Dopo l'8 settembre 1943, a causa dell'aggravarsi della situazione, fu costretto a scappare dalle persecuzioni nazifasciste, giungendo in bicicletta fino in Piemonte.
Grazie alla sua esperienza e al fatto di essere "figlio d'arte" (il padre Attilio, fervente socialista, fu avvocato e sindaco di Mirandola in epoca prefascista, dal 1914 al 1918), il 24 aprile 1945 venne designato dal Comitato di Liberazione Nazionale (di cui fece parte durante la lotta di Liberazione) quale sindaco pro-tempore, nomina poi confermata dal decreto prefettizio del 18 luglio successivo. Alle prime elezioni comunali del 17 marzo 1946, la lista formata dal Partito Socialista e dal Partito Comunista vinse con il 75% dei voti, ottenendo 24 consiglieri su 30, che in seguito confermarono l'incarico di primo cittadino a Lolli. A seguito della scissione di palazzo Barberini, Nino Lolli e la sua giunta furono costretti alle dimissioni e il 25 gennaio 1948 il consiglio comunale elesse quale nuovo sindaco il comunista Oreste Gelmini.
Nel 1949 Nino Lolli venne arrestato con l'accusa di peculato ed incarcerato per 35 giorni, ma venne in seguito scagionato. Tale vicenda lo portò ad allontanarsi dalla politica, tornando a dirigere l'ufficio bieticoltori fino alla sua scomparsa, avvenuta all'età di 59 anni in seguito ad una malattia incurabile.

## Carriera sportiva

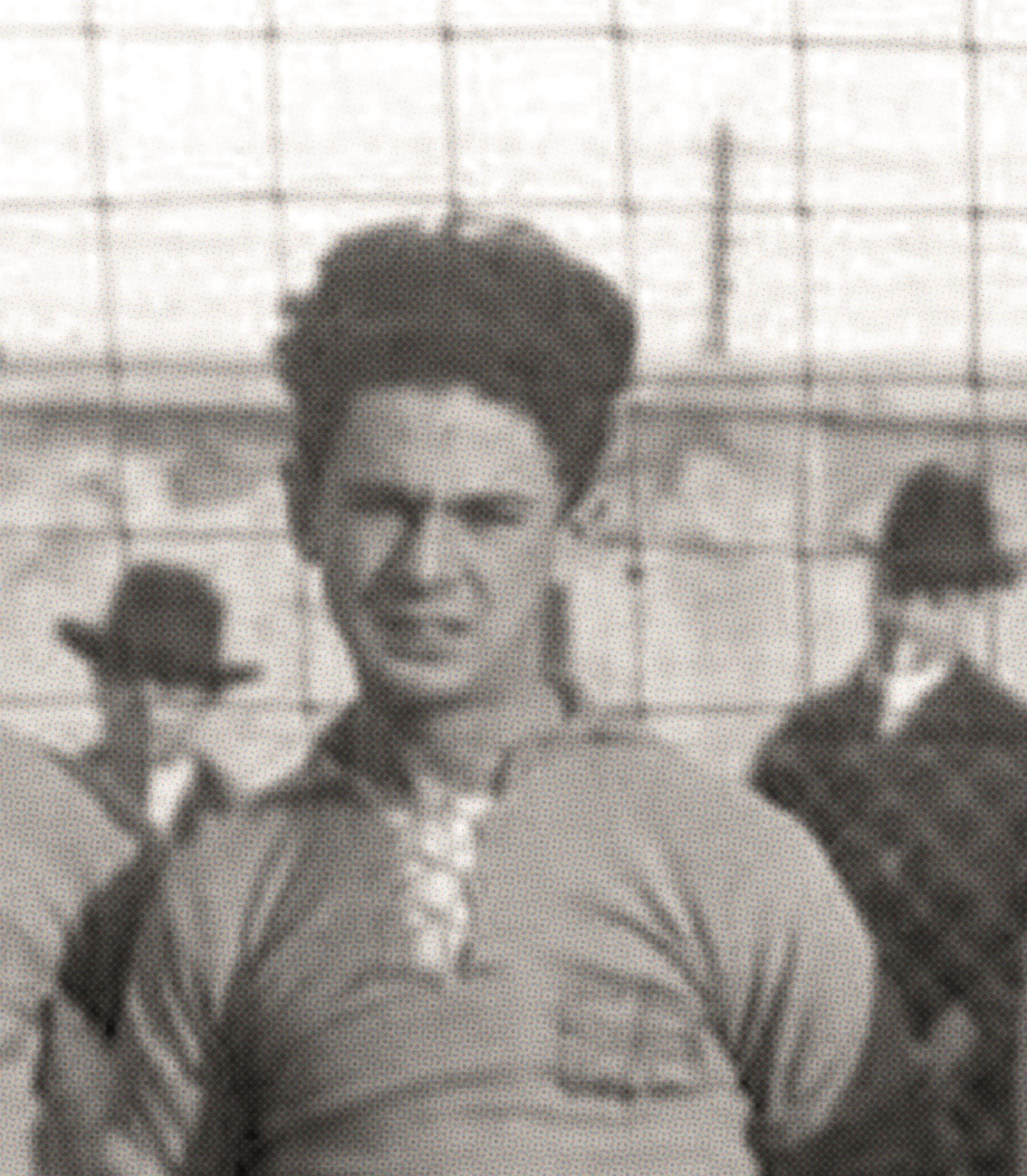
Nino Lolli con la divisa del Bologna FC

Nella stagione 1923-1924 debuttò, nel ruolo di centrocampista, nel Modena FC, che chiuse al 7º posto della classifica del campionato di Prima Divisione - Girone A. Ritornato nella Mirandolese, vinse il campionato 1925-1926.
In seguito passò nelle file del Bologna FC, esordiendo nella terza partita di campionato del 21 ottobre 1928 nella partita Bologna-Reggiana (5-1). Nella stagione 1928-29 contribuì alla vittoria del titolo di campione d'Italia, giocando nelle partite contro il Genova 1893 e il Brescia Calcio.
A seguito di un grave infortunio di gioco con rottura di tibia e perone, dovette rallentare la promettente attività sportiva. Dal 1929 al 1933 giocò nella US Mirandolese.

## Palmarès

### Club

#### Competizioni nazionali
- Campionato italiano: 1

Bologna FC: 1928-1929

## Ricordo

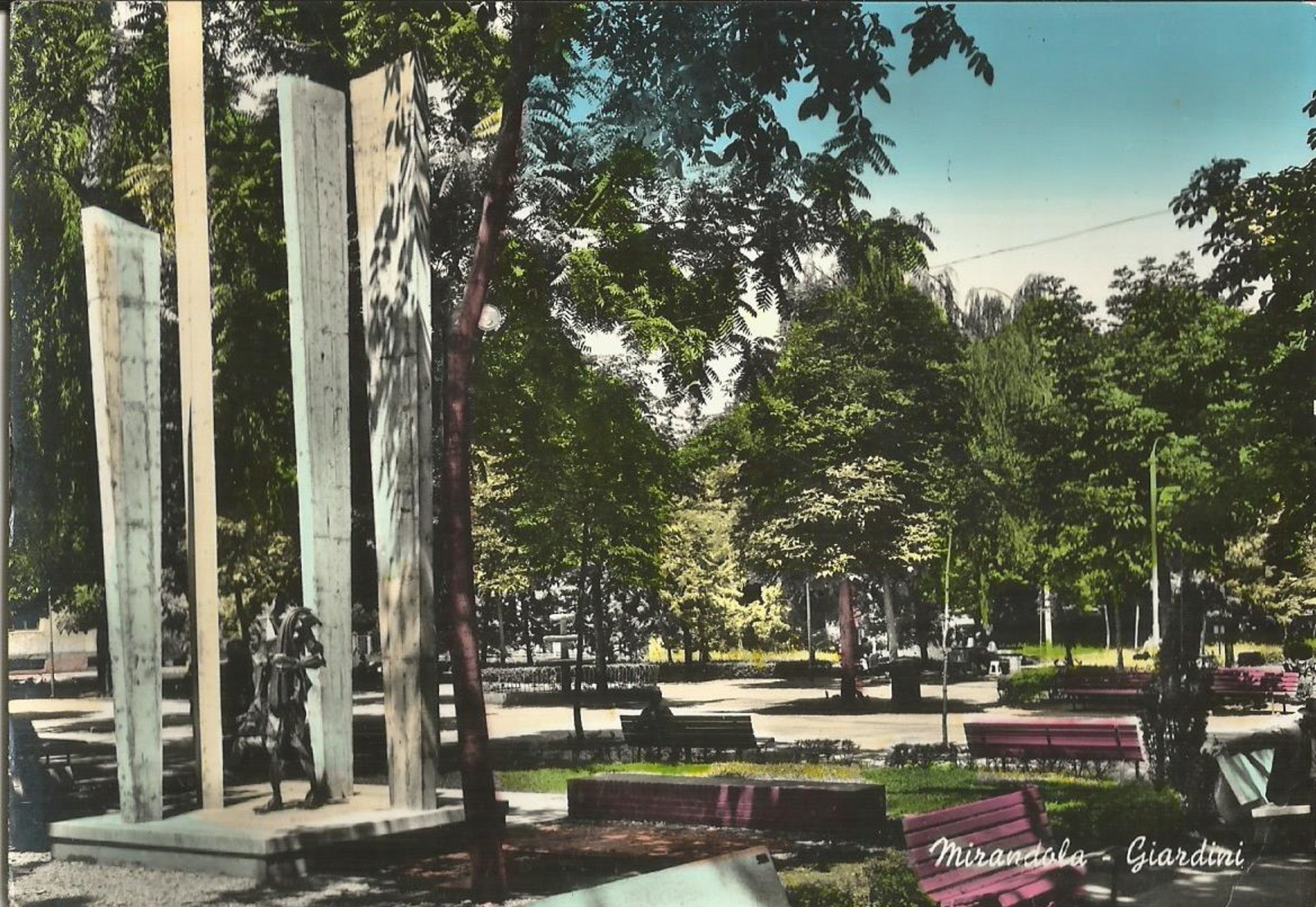
Giardini "Nino Lolli" (noti anche come "Giardini alti") a Mirandola

Mario Merighi, suo amico, lo descrisse come «un uomo onesto, capace e dedito al lavoro e alla carica di amministratore pubblico; una persona da additare come esempio per le future generazioni».
Alla memoria di Nino Lolli è dedicato il giardino pubblico (noto anche come "giardini alti") di fronte al palazzo della GIL e al castello dei Pico.